# Barrage de Grangent
 (juin 2019).
Si vous disposez d'ouvrages ou d'articles de référence ou si vous connaissez des sites web de qualité traitant du thème abordé ici, merci de compléter l'article en donnant les références utiles à sa vérifiabilité et en les liant à la section « Notes et références ».
Pour les articles homonymes, voir Grangent.
Le barrage de Grangent est un barrage hydroélectrique construit sur la Loire entre 1955 et 1957, en aval d'Aurec-sur-Loire (Haute-Loire) et en amont de Saint-Just-Saint-Rambert (Loire). Il s'agit d'un barrage poids-voûte en béton et aux fondations en granite, permettant un franchissement routier. La retenue artificielle qu'il crée, le lac de Grangent a permis la création d'activités de plaisance (port et plage de sable) en aval de Saint-Victor-sur-Loire, ennoyant ainsi une partie des Gorges de la Loire.

## Caractéristiques
- Hauteur sur fondation : 55 m
- Longueur en crête : 206 m
- Épaisseur : 8,50 m
- Volume du barrage : 66 000 m3
- Surface du bassin versant : 3 850 km2
- Surface de la retenue : 3,65 km2
- Volume de la retenue : 57 hm3 (57 millions de mètres cubes)
- Débit de prise : 86 m3/s
- Débit d'évacuation des crues : 6 000 m3/s
- Débit de vidange : 126 m3/s
- Évacuation des crues : 4 passes en crête munies de vannes segment + 1 clapet automatique en rive droite
- Vidange : 2 conduites parallèles, l'une équipée d'une vanne à jet creux, l'autre d'une vanne wagon suivie d'une vanne segment

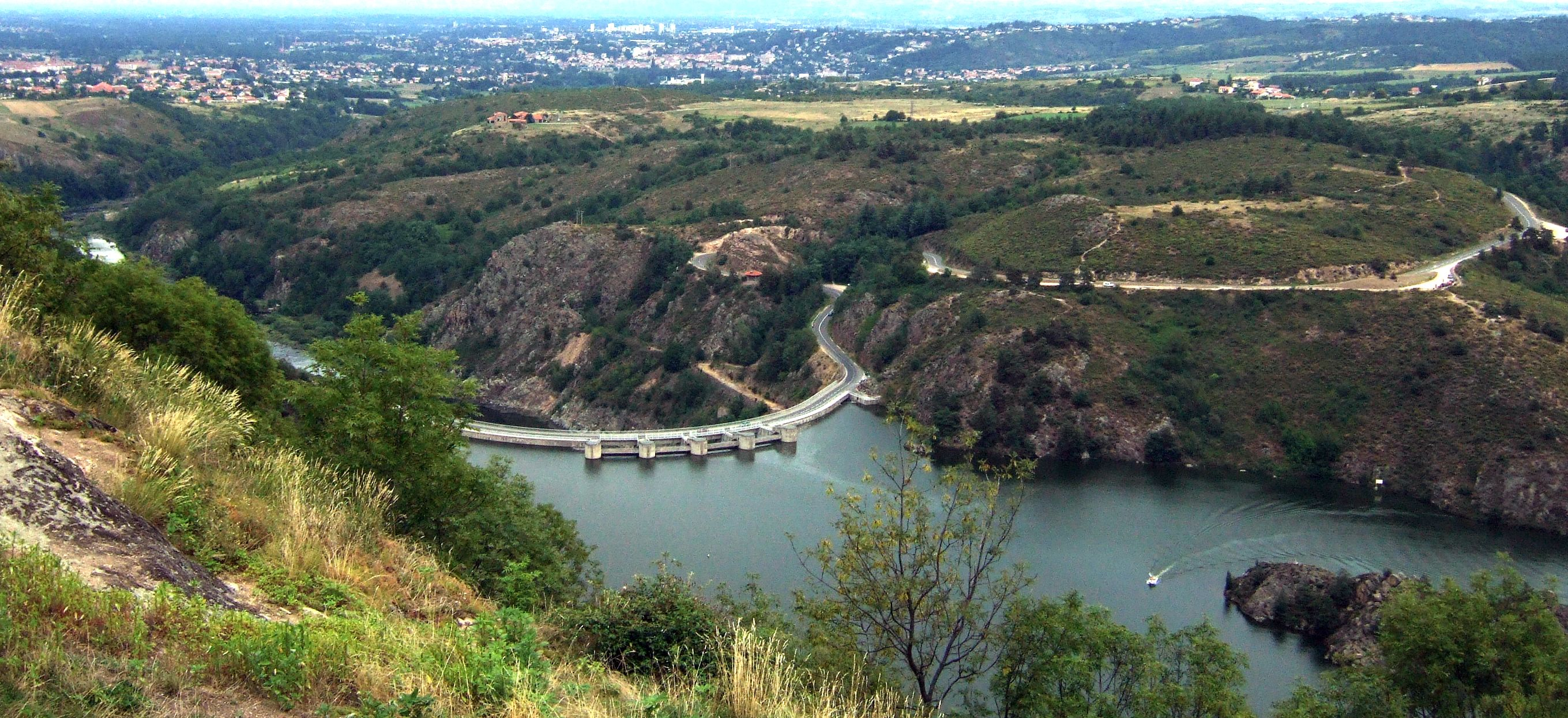
Plan large sur le barrage et ses environs
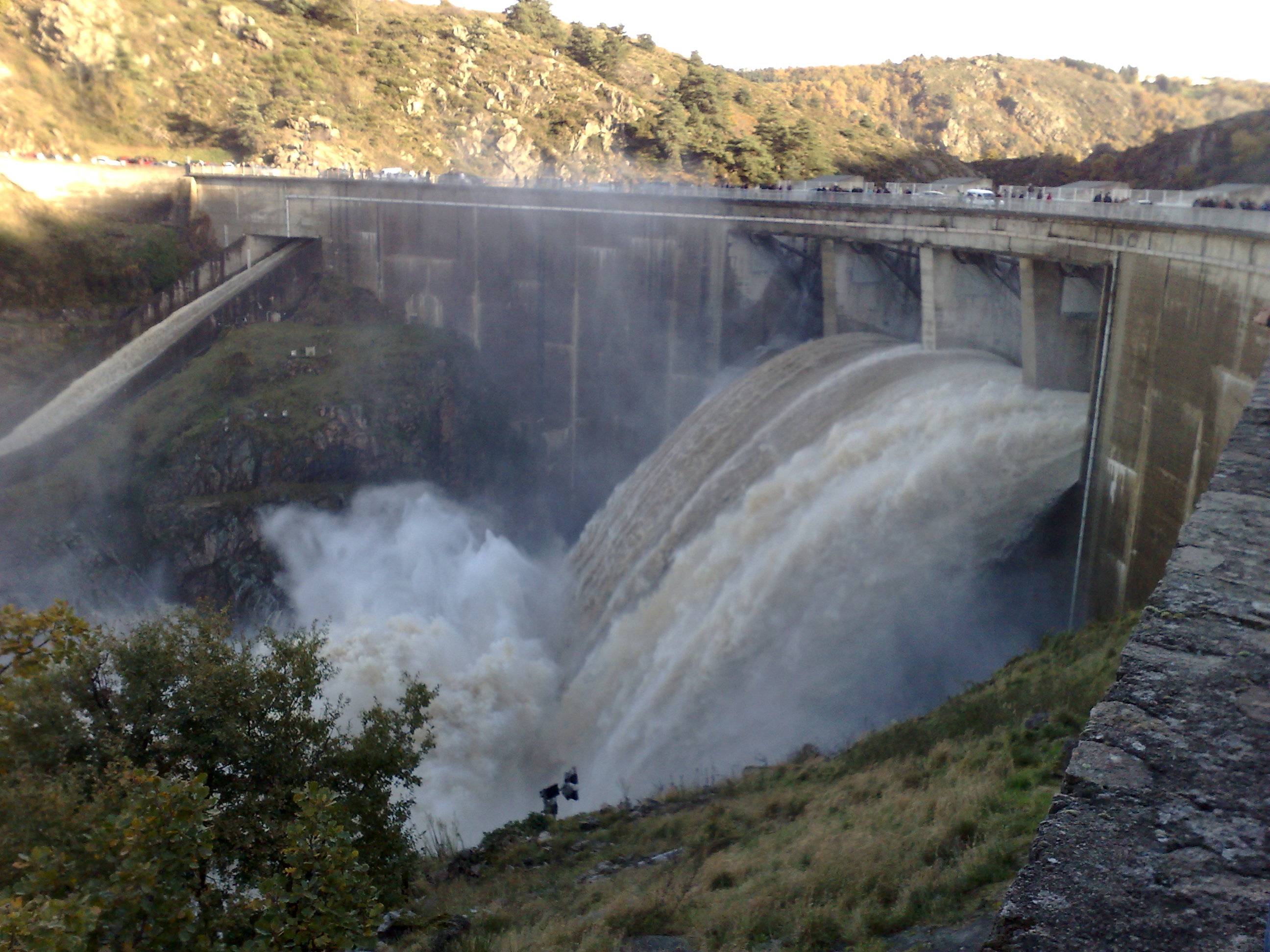
Trois vannes ouvertes (3 novembre 2008)

La centrale hydroélectrique est équipée de 2 turbines, pour une puissance totale de 32 MW. La production électrique annuelle s'élève à 130 GWh/an en moyenne.

## Histoire
C'est près du barrage, qu'en 1965, Henry's, un funambule stéphanois, a traversé la vallée sur un câble d'acier, évènement immortalisé par les caméras de l'émission Les Coulisses de l'exploit et commenté par le jeune Michel Drucker.